# Mehboba Ahdyar
Mehboba Ahdyar (1989, Kabul) es una atleta de pista y campo afgana.

## Biografía
Su familia vivía en una casa de adobe en una de las zonas más pobres de Kabul, la capital de Afganistán. En 2008 Mehboba Ahdyar fue elegida para ser la única mujer que representará a Afganistán en los Juegos Olímpicos de Pekín de 2008 en Beijing. Iba a ser su primera competición internacional compitiendo en atletismo en los eventos femeninos de 1.500 y 3.000 metros.
Su marca personal corriendo en 1.500 metros era 4:50, un minuto menos que el récord mundial actual que posee Qu Yunxia de China .
Mehboba Ahdyar ganó competiciones en Afganistán, pero los Juegos Olímpicos iban a ser su primera competición fuera de su país de origen. 
Sin embargo, no compitió porque antes de los Juegos Olímpicos, el 4 de junio de 2008, Mehboba Ahdyar desapareció de un centro de entrenamiento en Formia, Italia, posiblemente para buscar asilo. Entonces se desconocía su paradero.
El 10 de julio de 2008, se supo que se dirigía a Noruega para solicitar asilo.
La embajada afgana en Estados Unidos informó que mientras entrenaba para los Juegos Olímpicos Mehboba Ahdyar enfrentaba "burlas diarias de sus vecinos más conservadores, rumores maliciosos sobre su carácter e incluso amenazas de muerte de extremistas". Fue acusada repetidamente de un "estilo de vida no islámico", aunque siempre compitió con un velo y un chándal de cuello alto.
Mehboba Ahdyar planeaba usar velo musulmán durante la competición:
"No me quitaré el en China cuando corra porque es un símbolo de las mujeres musulmanas".